# TwinBee Taisen Puzzle-Dama
Twinbee Taisen Puzzle Dama es un videojuego publicado por Konami para PlayStation el 9 de diciembre de 1994. El juego, que sólo fue editado en Japón, representa la tercera entrega de la serie de videojuegos de puzzle Taisen Puzzle-Dama. Sin embargo, y dado que está ambientado en el universo Twinbee, con sus personajes estética y elementos, podría considerarse como parte de la serie de videojuegos TwinBee, siendo, en ese caso, la octava iteración. La Versión de Sega Saturn titulado Twin Bee Puzzle Adventures será planeada en 1995 pero fue cancelada.

## Personajes

### Seleccionables
- Madoka
- Apple Sensei
- Dr. Warumon
- Pastel
- Twinbee
- Light

### Rivales
- Winbee
- Dr. Mardock
- Zakobee
- Reina Melora
- Mint[cita requerida]
- Gwinbee[cita requerida]
- Baron Bee[cita requerida]